# Namea cucurbita
Namea cucurbita är en spindelart som beskrevs av Raven 1984. Namea cucurbita ingår i släktet Namea och familjen Nemesiidae.
Artens utbredningsområde är Queensland. Inga underarter finns listade i Catalogue of Life.